# Victor dell'Aveyron
Victor (o il ragazzo selvaggio) dell'Aveyron (in francese: Victor de l'Aveyron /vikˈtɔr də laveˈrɔ̃/; Aveyron, 1788 circa – Parigi, 12 febbraio 1828) fu un trovatello che aveva vissuto tutta l'infanzia in solitudine nei boschi del Massiccio centrale, in Francia, e le cui origini non furono mai rintracciate.
Notato sullo scorcio del XVIII secolo e catturato all'inizio del 1800 a Saint-Sernin, dimostrava circa dodici anni e non conosceva il linguaggio umano.
La vicenda venne subito al centro dell'interesse pubblico, scientifico e letterario. Nel 1801 il medico e pedagogista Jean Itard prese in carico il giovane per tentarne la rieducazione, documentando il caso e conferendogli fama postuma, ma Victor non compì che limitati progressi e soprattutto non imparò mai a parlare. Non è da escludere che soffrisse di ritardo mentale o che fosse autistico. 
La storia fu teatralizzata fin dall'inizio e in seguito portata al cinema dal film Il ragazzo selvaggio (1970) di François Truffaut. Victor dell'Aveyron resta inoltre il più celebre caso di ragazzo selvaggio e il più fittamente documentato, anche per l'enorme attenzione che attrasse nell'ambito del dibattito illuminista sulla natura dell'uomo.

## Biografia

### Scoperta e cattura
Il ragazzo fu avvistato per la prima volta da alcuni taglialegna nel 1797 nel bosco della Caune. Vagava nudo con una difficoltosa stazione eretta, e si nutriva di vegetali crudi come ghiande e radici. Catturato nel 1798, fuggì, per essere ripreso soltanto nel luglio dell'anno seguente da tre cacciatori dai quali aveva tentato di scappare arrampicandosi su un albero. Non appariva in grado di parlare né di comprendere il linguaggio umano, tanto che fu creduto sordomuto e anzi minorato in tutti i cinque sensi. Affidato a una vedova, in capo a una settimana fuggì di nuovo, sopravvisse nei boschi al rigido inverno 1799 e sconfinò dal Tarn all'Aveyron. Ai primi di gennaio 1800 fu catturato definitivamente a Saint-Sernin, dopo essersi rifugiato nella bottega del tintore Vidal.

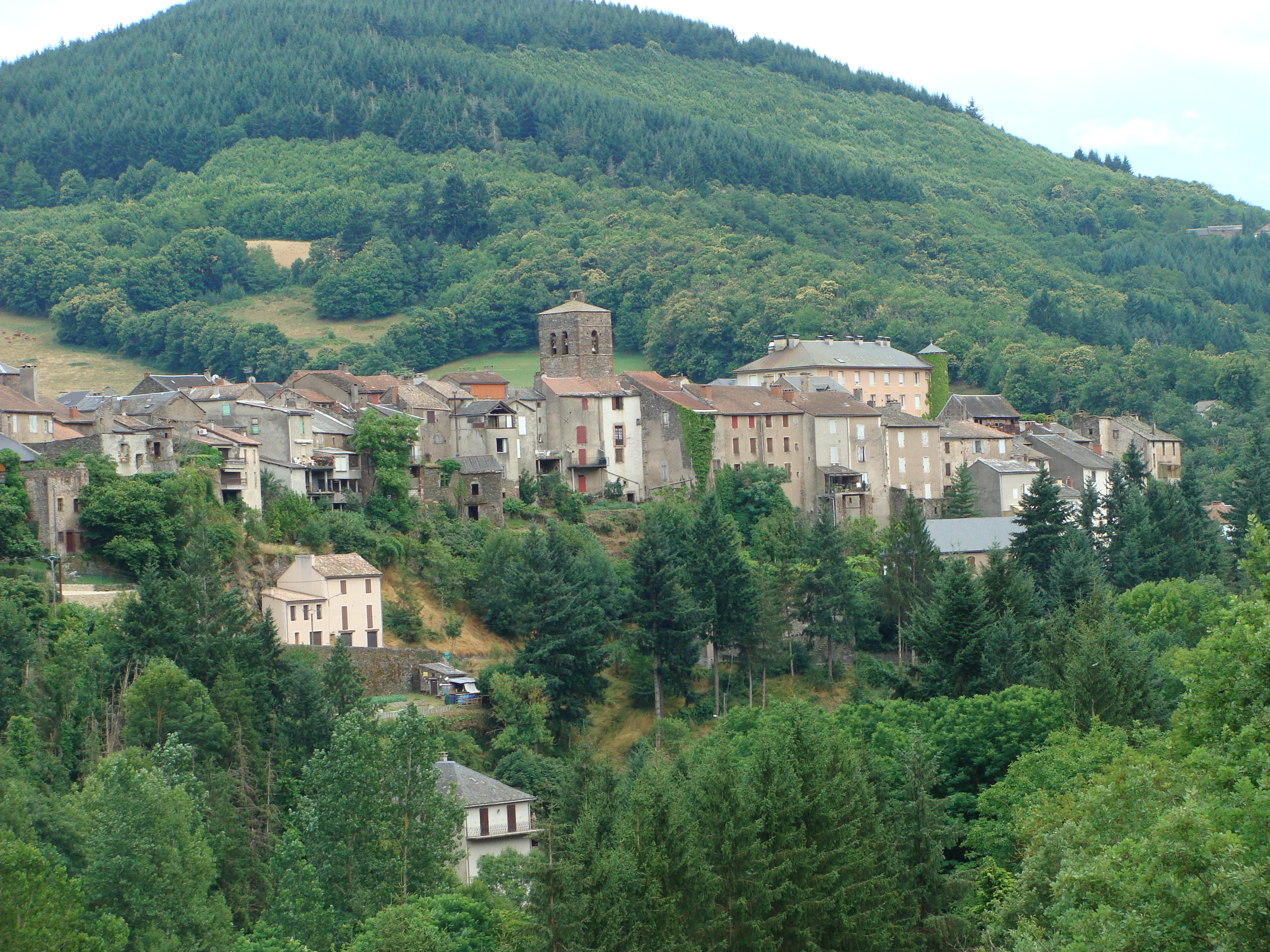
Saint-Sernin-sur-Rance e i boschi circostanti

Al momento della cattura era vestito solo dei brandelli di una camicia. Del caso si incaricò il commissario governativo Constant Saint-Estève, il quale stilò al riguardo un dettagliato rapporto. Il ragazzo non comunicava né a voce né a gesti, ma reagiva al dolore con suoni inarticolati. Era sensibile alle carezze e rifiutava ogni sorta di cibo eccetto le patate, che gettava nel fuoco e mangiava bollenti. Saint-Estève concluse che doveva aver trascorso praticamente tutta l'infanzia da solo nei boschi. All'indomani della cattura il trovatello fu trasferito all'orfanotrofio di Saint-Affrique, dove restò quasi un mese, e il 31 gennaio Saint-Estève inviò il rapporto al commissario cantonale Guiraud, che lo trasmise alle autorità nazionali.
Nei primi tempi della permanenza tra i suoi simili il ragazzo, cui fu imposto sulle prime il nome di Joseph, si strappava le vesti e rifiutava di dormire in un letto, accettando per cibo soltanto patate, noci e castagne crude dopo averle fiutate. Da Saint-Affrique tentò di scappare continuamente, e vi riuscì almeno due volte solo per essere immediatamente ripreso. In pochi giorni la notizia del caso si diffuse sui giornali di tutta la Francia. Si presentò allora alle autorità procedenti il naturalista abate Pierre Joseph Bonnaterre, chiedendo di poter esaminare il fanciullo e di condurlo con sé a Rodez, dove infatti giunse il 4 febbraio circondato da un'enorme curiosità popolare.

### Ricerca delle origini
Già il 29 gennaio 1800 l'effimera Société des observateurs de l'homme (1799-1804) chiese di trasferire il ragazzo presso l'Istituto per sordomuti di Parigi. Nonostante il favore del ministro dell'interno Luciano Bonaparte, però, l'amministrazione dipartimentale dell'Aveyron preferì attendere che ne fosse chiarita l'origine. Le indagini al riguardo non avrebbero condotto ad alcun risultato. Due uomini si presentarono per vederlo, entrambi avendo smarrito un figlio in occasione di scontri armati nel contesto della Rivoluzione francese; nessuno dei due però lo riconobbe per proprio. Secondo Bonnaterre, voci riferite da fonti affidabili suggerivano che il giovane fosse figlio di tale D. N. di M., fosse nato da matrimonio regolare e fosse stato abbandonato dai genitori circa sei anni prima perché incapace di parlare.

### Soggiorno a Rodez
Bonnaterre era a conoscenza di altri casi di ragazzi selvaggi (all'epoca ben noti e classificati da Linneo come varianti del genere umano) tra i quali spiccava quello recente di Marie-Angélique le Blanc o ragazza selvaggia della Champagne (Puella Campanica). Tuttavia, sulla scia di Saint-Estève, non accettò acriticamente la voce popolare sulla natura selvaggia del giovane dell'Aveyron, ma nei diversi mesi del soggiorno a Rodez lo studiò a fondo, lasciando infine il dubbio che si trattasse in effetti di un ragazzo abbandonato piuttosto che di un individuo sempre vissuto nei boschi.
Durante la permanenza all'ospedale di Rodez, da cui il ragazzo pure tentò di scappare almeno quattro o cinque volte, l'abate Bonnaterre ebbe modo di studiarlo dal punto di vista fisico e comportamentale. Ne stabilì l'altezza in 1,36 m e ne stimò l'età approssimativa in dodici o tredici anni, offrendone una dettagliata descrizione.
Esaminando la cavità orale scoprì che la lingua non aveva malformazioni; era però presente recessione della gengiva inferiore, in corrispondenza della quale i denti si mostravano giallastri alla base. Sul corpo del giovane il naturalista scoprì numerose cicatrici, anche al viso, giudicandole perlopiù da ustione; una di esse tuttavia era differente e consisteva in un lungo taglio trasversale (4,1 cm) presso il limite superiore della trachea, all'altezza della glottide. Questa lesione attrasse l'attenzione dello studioso, che suppose trattarsi di una vecchia ferita d'arma da taglio e ne dedusse che il ragazzo poteva essere sopravvissuto a un tentato omicidio da parte di chi, forse, l'aveva abbandonato nella foresta. Altre cicatrici alle spalle, all'inguine, al pube, alle gambe e alla natica destra furono attribuite alternativamente a maltrattamenti, all'attacco di animali o ad altri incidenti avvenuti nei boschi.
Attraverso i suoi esami Bonnaterre confutò la credenza che il fanciullo fosse minorato nei sensi, reputandoli buoni benché alterati nel loro ordine d'importanza rispetto a quelli delle persone comuni: per il ragazzo selvaggio era primario l'olfatto, seguito dal gusto, dall'udito, dalla vista e infine dal tatto. Circa l'incapacità di parlare il naturalista ipotizzò che essa fosse dovuta, alternativamente, a una malformazione degli organi vocali, alla ferita alla glottide o allo stesso isolamento dalla società umana. Nondimeno pose il dubbio che il giovane, benché non del tutto privo di ragione, soffrisse di qualche deficit intellettivo.

### Affidamento a Itard

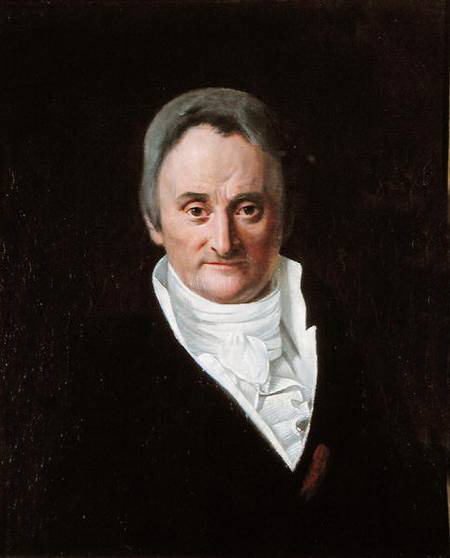
Philippe Pinel

Il ragazzo selvaggio pervenne infine a Parigi per ordine di Luciano Bonaparte il 6 agosto 1800 e fu ricoverato presso l'Istituto per sordomuti. Lo psichiatra Philippe Pinel, membro della Société des observateurs de l'homme, ebbe così occasione di studiarlo e ne trasse conclusioni affatto opposte a quelle di Bonnaterre: il giovane era minorato in tutte le funzioni sensoriali e intellettuali, adatto a una vita puramente animale, presentava tutti i segni dell'idiozia e poteva supporsi incapace di qualunque risocializzazione o istruzione. Da tali conclusioni dissentirono il naturalista e antropologo Julien-Joseph Virey e soprattutto il medico e pedagogista Jean Itard. Il primo ebbe a scrivere quanto segue.
Il ragazzo riuscì ancora due volte a scappare dall'Istituto per sordomuti, finché nel 1801 fu preso in carico da Itard e affidato alle cure della signora Guérin, che se ne occuperà fino alla morte del ragazzo nel 1828. Durante il lungo tentativo di rieducazione condotto dal giovane medico, in un'occasione, questi notò che il fanciullo reagiva al suono dell'esclamazione «oh». Gli scelse quindi il nome Victor per l'accento tonico che in esso cade sulla vocale /ɔ/, ma anche, con ogni probabilità, in ricordo del protagonista del dramma Victor ou l'enfant de la forêt (1796) che narra la vicenda di un ragazzo d'alto lignaggio abbandonato nei boschi.

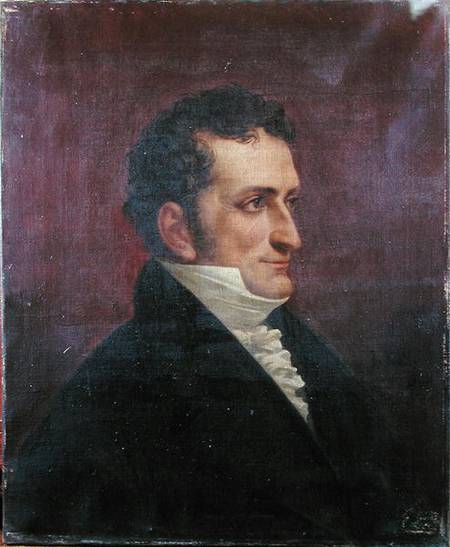
Jean Itard

Le speranze di recupero di Victor a una vita sociale, coltivate dal pedagogista per lunghi anni, finirono quasi del tutto frustrate. Itard documentò i suoi tentativi in due relazioni, la prima delle quali (1801), presentata alla Société des observateurs de l'homme, suscitò grande entusiasmo, fu tradotta in inglese e valse al medico due progressioni in carriera all'ospedale militare di Val-de-Grâce.
La seconda (1807) mostrò i chiari segni della sconfitta: Victor aveva compiuto progressi sensoriali, intellettivi e morali assai limitati, e restava in sostanza un individuo asociale. Aveva appreso a comunicare attraverso i fatti, si districava tra le semplici attività quotidiane e poteva anche scrivere e associare alcuni oggetti concreti alle parole, ma non fu mai in grado di formulare concetti astratti ed esprimersi oralmente, eccetto solo l'articolazione di semplici espressioni come oh Dieu ! («o Dio!») e lait («latte») cui ricollegò solo debolmente un significato. Mostrò un istinto sessuale indifferenziato e non ebbe mai coscienza della funzione sociale della sessualità, tanto che, concluso ormai dopo sei anni l'esperimento di Itard, tornò all'Istituto per sordomuti ma ne fu allontanato subito dopo per via delle sue frenetiche pubbliche masturbazioni.

### Ultimi anni
Dal 1811 fino alla morte, Victor visse così con la signora Guérin in una casa privata nei pressi dell'Istituto per sordomuti, ricevendo una pensione statale. Di questo periodo della sua vita praticamente nulla è noto. Morì del tutto dimenticato dall'opinione pubblica nell'inverno 1828 e fu sepolto in una fossa comune.

## Controversie
All'origine del contrasto di opinioni tra Pinel e Itard e dell'intero dibattito scientifico sul caso stanno l'isolamento di Victor e il suo ritardo: ci si chiese sempre se il primo fosse davvero la causa, o non piuttosto l'effetto, del secondo. Nel primo caso potrebbe davvero parlarsi di un autentico «ragazzo selvaggio»; nel secondo si tratterebbe invece di una vittima («ragazzo martire») della crudeltà degli adulti che l'avrebbero abbandonato nei boschi perché disabile, forse dopo aver tentato di ucciderlo. Ad avanzare questa tesi per primo fu Bonnaterre. Altri indizi, oltre alla cicatrice alla gola rilevata dal naturalista, parevano deporre in tal senso. Il commissario Guiraud, che stese a sua volta una relazione sul ragazzo, ebbe modo di rilevare la sua strana attitudine a lasciarsi legare porgendo egli stesso le braccia, e ipotizzò che all'origine della sua vita nei boschi stesse una fuga spontanea dai maltrattamenti subiti precedentemente. Non è neppure escluso che la ferita al collo avesse compromesso la laringe e fosse davvero la causa della difficoltà di linguaggio, sebbene retrospettivamente si interpretino a volte questa e altre caratteristiche come segni di autismo.

## Retaggio culturale
La vicenda di Victor dell'Aveyron ispirò subito una pièce teatrale dal titolo Le sauvage du département de l'Aveyron ou Il ne faut jurer de rien (1800). Nel XX secolo fu François Truffaut a trasporla nel film in bianco e nero Il ragazzo selvaggio (1970), dove lo stesso regista interpreta il ruolo di Itard. Dal 1987 una statua di basalto, opera di Rémi Coudrain, ricorda Victor in place du Fort a Saint-Sernin-sur-Rance.